# 青衣站
青衣站（英語：Tsing Yi Station）是一個位於香港新界葵青區青衣青敬路，屬於港鐵東涌綫與機場快綫的鐵路車站，於1998年6月22日啟用。車站亦是青衣島上唯一的鐵路車站，並且與青衣城1期商場無縫連接。

## 車站構造
青衣站由前香港地下鐵路公司委托王董建築師事務有限公司負責建築設計，並由前田建設負責興建。整個車站基本上呈東西走向，並設有7層高平台，為港鐵系統中海拔最高的車站。車站主要為港鐵東涌綫、機場快綫大堂／月台及港鐵車務控制中心等設施；而其中一部分為港鐵商場青衣城，而平台上則為12座35-40層高的青衣站上蓋物業盈翠半島，由前地鐵公司委托長江實業、和記黃埔及中信泰富合作發展，由港鐵公司管理；而青衣站設有2組側疊式月台，北側兩層月台屬東涌綫；而南側的則屬機場快綫，加上每層兩個月台各自相對，中間以混凝土牆分隔，乘客如來往兩綫大堂及月台須途經U1層車站大堂。此外，亦有位於南側部分的G、U3及U6層，形成青衣站共六層的結構。
另外，青衣站是機場快綫唯一不提供市區預辦登機的市區車站。而負責管理港鐵所有重型鐵路綫運作的超級車務控制中心（Super Operations Control Centre）及機場鐵路分段維修中心辦公室亦設於青衣站U5層及U2層南側部分。

### 樓層
| F出口、客務中心、商店、自動櫃員機 |   |                                |  |  |
| 側式 · 開右邊车门                 |   |                                |  |  |
|                                   | 3 | 東涌綫往東涌及迪士尼綫（欣澳） |  |  |

|                                    | 1 | 機場快綫往機場及博覽館（機場） |  |  |
| 側式 · 開左邊车门                  |   |                                |  |  |
| 客務中心、商店、自動櫃員機、洗手間 |   |                                |  |  |

| G出口、商店、自助客務機 |  |                      |   |  |
| 側式 · 開左邊车门       |  |                      |   |  |
|                         |  | 東涌綫往香港（茘景） | 4 |  |

|                                    |  | 機場快綫往香港（九龍） | 2 |  |
| 側式 · 開右邊车门                  |  |                        |   |  |
| 客務中心、商店、自動櫃員機、洗手間 |  |                        |   |  |

### 大堂及車站非付費區
青衣站設有3個大堂，分別為位於U1層的東涌綫大堂以及皆分別位於U2層與U4層的機場快綫大堂。另外由於兩條路綫的月台及大堂不能互通，故東涌綫大堂是往返兩綫月台的必經之地。
現時，青衣站內亦提供不同類型的商店、自助服務設施以及香港郵政郵箱等，而由於位於U1層的東涌綫大堂面積較大，故商店均集中於該層。
而東涌綫的出入閘機及票務設施主要設於與東涌綫月台同層的U2層及U4層，而東涌綫U2層更設有自助客務機；另外，由於機場快綫大堂為旅客而設，因此機場快綫大堂的非付費區均設有公眾洗手間。
至於G層面積較小，其中設有C出口連接青敬路，並設有扶手電梯及升降機連接U1層。

機場快綫大堂（U4層）全景圖（2017年11月）

東涌綫大堂（U1層）全景圖（2017年11月）

- 機場快綫U4層大堂（2022年5月）
- 機場快綫U2層大堂（2022年5月）
- 機場快綫客務中心（2022年5月）
- 東涌綫U1層大堂（2022年5月）
- 東涌綫U2層非付費區（2022年5月）
- 東涌綫U4層非付費區（2022年5月）

### 月台
青衣站設有兩層側疊式月台，當中1、2號月台為機場快綫月台；而3、4號月台為東涌綫月台，所有月台在啟用前均已裝設月台幕門。
青衣站月台排列上，1號月台（機場快綫往機場或博覽館）及3號月台（東涌綫往東涌或迪士尼綫）的月台位於車站的U4層，有關月台亦是港鐵系統中海拔最高的月台；而2號月台（機場快綫往香港）及4號月台（東涌綫往香港）的月台則位於U2層。雖然機場快綫與東涌綫月台亦設於同一層，但兩個月台路軌之間卻設有密封的三合土牆壁分隔，所以儘管兩條路綫路軌並排排列，乘客卻不能在月台互望另一方的月台。另外由於青衣站是東涌綫部分班次的終點站之一，所以在東涌綫4號月台的東端位置（近茘景站的一方）亦設有員工專用洗手間及車長休息室。
兩層的東涌綫月台皆設有出入口，其中位於U4層的F出口於每日較早開放，連接青衣城一期商場的3樓；而U2層的G出口則連接青衣城一期商場的2樓。
此外，兩層的機場快綫月台旁則設有大堂，包括位於U2層的抵港大堂以及U4層的離港大堂。而兩個月台皆設有免費由電訊盈科提供的Wi-Fi熱點。
- 機場快綫1號月台（2022年5月）
- 機場快綫2號月台（2022年5月）
- 東涌綫3號月台（2022年5月）
- 東涌綫4號月台（2022年5月）

### 其他樓層
港鐵車務控制中心設在U5層，而在U2層機場快綫抵港大堂樓上則設有一層閣樓層（U3層）。另根據青衣車站指南，有一偏僻之樓梯連接U4層與該層，但該樓梯已遭長期封閉。
而U6層則為車站停車場，乘客前往該層須使用升降機。
此外，青衣站冷卻機房設於地庫，共有三層。
- 閣樓層（U3層）（2016年11月）
- 位於閣樓層（U3層）的德仔記書報社（2016年9月）
- 位於U6層的車站停車場

### 出入口
青衣站設有6個出入口，在各個出入口，均設有指示牌顯示出入口周邊的建築物及設施列表。
|                                  |                 | |      |
|                                  |                 | |      |
| 編號                             | 指示            | 建議前往的目的地 | 圖片 |
| 青衣站停車場                     |                 | |      |
| 往車站停車場                     |                 | |      |
|                                  |                 | |      |
| 3號月台                          |                 | |      |
| 出口 · F · 同层                  | 青衣城1（三樓） | 青衣城1（三樓） |      |
| 1號月台                          |                 | |      |
| 往車站落客區                     |                 | |      |
| 4號月台                          |                 | |      |
| 出口 · G · 同层                  | 青衣城1（二樓） | 青衣城1（二樓） |      |
| 2號月台                          |                 | |      |
| 往車站的士站                     |                 | |      |
| 大堂                             |                 | |      |
| 出口 · A · 1 · 盲道标志 · 同层   | 青衣城2         | 青衣站公共運輸交匯處、青衣城、中華基督教會燕京書院、長發邨、長發廣場、長安邨、青雅苑、青泰苑、青宏苑、中華傳道會呂明才小學、地利亞（閩僑）英文小學、中國基督教播道會福安堂長者中心、綠在葵青、牙鷹洲花園、皇仁舊生會中學、青衣東北公園、灝景灣、青逸軒、東華三院黃士心小學、中華傳道會呂明才小學 |      |
| 出口 · A · 2 · 同层              | 青衣城1（一樓） | 青衣城1、盈翠半島、青衣海濱公園 |      |
| 出口 · B · 同层                  | 青衣公園        | 浸信會愛群社會服務處、偉景花園、佛教葉紀南紀念中學、明愛聖若瑟中學、長亨邨、長宏邨、楓樹窩體育館、綠悠雅苑、樂善堂梁植偉紀念中學、青衣站小巴站、曉峰園、職安局職安健學院、保良局世德小學、保良局陳溢小學、保良局羅傑承（一九八三）中學、聖公會何澤芸小學、聖公會青衣主恩小學、聖公會青衣邨何澤芸小學、海悅花園、天主教聖多默宗徒堂、宏福花園、青衣邨、青衣邨社區會堂、青怡花園、青衣市政大廈、青衣商場、青衣運動場、青衣游泳池、青衣市區診所、青衣市鎮公園、青衣商會小學、荃灣商會學校、東華三院吳祥川紀念中學、東華三院周演森小學、仁濟醫院趙曾學韞小學 |      |
| 地面                             |                 | |      |
| 出口 · C · 盲道标志 · 升降机标志 | 青敬路          | 香港小童群益會長亨綜合服務中心、香港小童群益會青衣綜合服務中心、長青邨、長康邨、青盛苑、海欣花園、翠怡花園 |      |
| 註： 設有 \| 設有 \| 設於同一層  |                 | |      |

### 車站藝術
|  | 《一縷羽毛》   | Neil Dawson（紐西蘭） | 機場快綫U4層大堂 | 1998年7月 |
|  | 《海洋大觀園》 | 賴純純（台灣）        | 機場快綫U2層大堂 | 2005年3月 |
|  | 《旅程》       | 高田洋一（日本）      | 東涌綫U1層大堂   | 2006年9月 |

## 接駁交通
青衣站是整個青衣島以及整個葵青區唯一可供新界的士駛入的地方。而車站A1出口外亦設有公共運輸交匯處，同時乘客亦可經A1出口步行約10分鐘前往長安巴士總站轉乘其他巴士路線。

## 歷史
青衣站於1998年6月22日隨著東涌綫通車而正式啟用。

### 增設出入口
通車初期，青衣站只有A、B及C出口。及後為方便乘客直接前往青衣城，前地鐵公司於U4層的東涌綫3號月台加設F出口連接青衣城。F出口啟用初期只設出閘機，及後才增設入閘機。其後，港鐵公司再於U2層東涌綫4號月台增設G出口連接青衣城，並將東涌綫出入閘設施由U1層大堂遷移至U2層的東涌綫4號月台旁。G出口於2009年12月18日啟用。

### 社區疫苗接種中心
2022年3月11日，政府在車站U2層機場快綫大堂設立科興疫苗的接種中心，隨後設立復必泰疫苗接種中心，成為所有港鐵車站中唯一提供接種疫苗服務的車站。

## 青衣車務控制中心

### 位置
港鐵青衣控制中心位於青衣站內的U5層，內設各綫車務，電力及基建系統控制席位。

### 設備
控制中心除了設有各綫車務，電力及基建系統控制席位之外，亦設閣樓。港鐵不時會安排導賞團，到閣樓參觀及了解樓下控制中心之運作。
此外值得一提的是，所有港鐵路線（除輕鐵外），均是由港鐵青衣控制中心直接管理。與此之前，所有前九鐵路線均是分別由火炭控制中心（東鐵綫及馬鞍山綫），八鄉控制中心（西鐵綫）控制。上述的前九鐵控制中心現時已成為了後備控制中心，在青衣控制中心發生故障時，能夠快速投入服務，減少對列車服務之影響。

### 反修例事件
- 2019年9月1日，香港國際機場及東涌站附近有反修例示威活動，青衣站的車站牆壁被反修例示威者塗鴉，部分閘機以及閉路電視也被反修例示威者破壞。
- 2019年9月22日，有示威者在青衣城商場內用滅火筒噴濕商場地板後，有消防員一度到場。到當日下午約4時，港鐵職員將車站近青衣城出入口的鐵閘關上。有大批防暴警員在大堂內戒備，期間有市民於站內指罵警員。直到下午5時15分左右，再有防暴警員及速龍小隊到場增援。之後港鐵宣布因為嚴重事故，要求所有人離開車站[12]。

## 外部連結
- 港鐵公司－青衣站街道圖 （页面存档备份，存于）
- 港鐵公司－青衣站位置圖 （页面存档备份，存于）
- 港鐵公司－青衣站列車服務時間 （页面存档备份，存于）